# بيتي كون
بيتي كُوِّن (بالإنجليزية: Betty Cohen)‏ هي سيدة أعمال أمريكية يهودية. وتُعرف على أنها المؤسس الأول لـكرتون نتورك من عام 1992م إلى 2001م.

## حياتها المبكرة
ترعرعت كُوِّن في مدينة راسين. ودخلت مجال المسرح أثناء دراستها الثانوية وكتبت ورقة حول ورشة تلفزيون الأطفال. ودرست في جامعة ستانفورد، حيث تخصصت في التواصل.

## حياتها المهنية
أصبحت كوِّن رئيسة قناة كرتون نتورك من عام 1992م إلى 2001م. وتحت قيادتها، فقد أصبحت القناة معروفة عالمياً، بقيمة تبلغ حوالي الثلاثة بلايين دولارات. تنحت كوهن عن منصبها في عام 2001م، بقولها: "أنا أخشى أن أموت وأنا ملكة الرسوم المتحركة.".

## وصلات خارجية
- صفحة كوّن الشخصية على موقع لنكدإن.